# Sainte-Beuve-en-Rivière
Sainte-Beuve-en-Rivière é uma comuna francesa na região administrativa da Normandia, no departamento de Sena Marítimo. Estende-se por uma área de 11,93 km². Em 2010 a comuna tinha 186 habitantes (densidade: 15,6 hab./km²).